# Notropis simus
Notropis simus (tên tiếng Anh là Bluntnose Shiner) là một loài cá vây tia thuộc họ Cyprinidae. Loài này có ở México và Hoa Kỳ. Đây là một loài cá nguy cấp.